# Чемпионат Новой Зеландии по кёрлингу среди женщин 2016
Чемпионат Новой Зеландии по кёрлингу среди женщин 2016 проводился с 7 по 10 июля 2016 в городе Несби на арене «Maniototo Curling International» (MCI).
В чемпионате принимало участие 3 команды.
Победителями чемпионата стала команда скипа Chelsea Farley (Chelsea Farley стала чемпионом среди женщин во 2-й раз и как скип, и как игрок), победившая в финале команду скипа Джессика Смит. Бронзовые медали завоевала команда скипа Кортни Смит.
Одновременно и там же проходил Чемпионат Новой Зеландии по кёрлингу среди мужчин 2016.

## Формат соревнований
На первом, групповом этапе команды играют между собой по круговой системе в два круга. При равенстве количества побед у двух команд они ранжируются между собой по результату личной встречи, при равенстве количества побед у трёх или более команд — по результатам суммы тестовых бросков в дом (англ. Draw Shot Challenge, DSC, в сантиметрах; чем меньше величина, тем выше место команды). Две лучшие команды выходят во второй этап, плей-офф, где играют в финале.
Все матчи играются в 8 эндов.

## Составы команд
| Четвёртый         | Третий              | Второй          | Первый           | Запасной     |
| ----------------- | ------------------- | --------------- | ---------------- | ------------ |
| Джессика Смит     | Холли Томпсон       | Waverley Taylor | Бриджет Бекер    | Anna de Boer |
| Кортни Смит       | Мэйри-Бронте Данкан | Eloise Pointon  | Sophie Tran      |              |
| Тивия Джеяранджан | Chelsea Farley      | Tessa Farley    | Элеанор Адвьенто |              |

(скипы выделены полужирным шрифтом)

## Групповой этап
|   | Команда        | 1        | 2         | 3         | В | П | DSC, см | Место |
| - | -------------- | -------- | --------- | --------- | - | - | ------- | ----- |
| 1 | Джессика Смит  | *        | 9:5 10:5  | 4:5 4:5   | 2 | 2 |         | 2     |
| 2 | Кортни Смит    | 5:9 5:10 | *         | 0:13 4:10 | 0 | 4 |         | 3     |
| 3 | Chelsea Farley | 5:4 5:4  | 13:0 10:4 | *         | 4 | 0 |         | 1     |

     команды, выходящие в финал плей-офф

## Плей-офф
Финал. 10 июля, 13:00
| Площадка C     | 1 | 2 | 3 | 4 | 5 | 6 | 7 | 8 | Всего |
| Chelsea Farley | 1 | 0 | 0 | 2 | 2 | 3 | 2 | X | 10    |
| Джессика Смит  | 0 | 1 | 1 | 0 | 0 | 0 | 0 | X | 2     |

## Итоговая классификация
| М | Команда        | И | В | П |
| - | -------------- | - | - | - |
| 1 | Chelsea Farley | 5 | 5 | 0 |
| 2 | Джессика Смит  | 5 | 2 | 3 |
| 3 | Кортни Смит    | 4 | 0 | 4 |